# Kview
KView — программа для просмотра изображений для среды рабочего стола, входящая в состав оконной системы KDE. Использует KParts для показа изображений.
Больше не развивается.